# Pothyne birmanica
Pothyne birmanica là một loài bọ cánh cứng trong họ Cerambycidae.